# Joe Kennedy, Jr.
Joseph J. „Joe“ Kennedy, Jr. (* 16. November 1923 in Pittsburgh, Pennsylvania; † 17. April 2004 in Richmond, Virginia) war ein US-amerikanischer Violinist, Komponist, Arrangeur und Hochschullehrer im Bereich der klassischen Musik und des Jazz.

## Leben und Wirken
Kennedy erhielt ersten Geigenunterricht durch seinen Großvater. Zu seinen Kindheitsfreunden gehörte Ahmad Jamal; nach klassischem Violinstudium war er zunächst von Yehudi Menuhin beeinflusst. Während des Zweiten Weltkrieges diente er in der US Army, wo er im Camp Lee Symphony Orchestra in Petersburg spielte. Nach seiner Entlassung aus der Armee kehrte er nach Pittsburgh zurück, um mit Jamal, Ray Crawford und dem Bassisten Edgar Willis die Jazzformation The Four Strings zu bilden; ihr von Mary Lou Williams produzierter Song „Strings“ erschien 1949 auf dem kleinen Label Disc. Er studierte Musik an der Carnegie Mellon University und wechselte danach zum Virginia State College, wo er auch an öffentlichen Schulen in Richmond unterrichtete. Kennedy war in den nächsten 32 Jahren im Lehrberuf tätig und erwarb sich einen Ruf als Experte für Instrumentalmusik. Daneben absolvierte er ein Masterstudium in Musikpädagogik an der Duquesne University. Ab 1973 baute er an der Virginia Commonwealth University einen Kursus über afroamerikanische Musikgeschichte auf.
1962 entstand sein Debütalbum, an dem Hank Jones, Kenny Burrell und Milt Hinton mitwirkten; 1963 war er der erste Afroamerikaner, der in das Richmond Symphony Orchestra aufgenommen werden, dem er bis 1981 als Violinist angehörte. In dieser Zeit komponierte er auch einige Songs wie „Opticas“, „Be Sure“ und „Tempo“. Ab 1984 war er Professor für Musik und Leiter des Fachbereichs für Jazzstudien am Virginia Technical Institute; 1995 ging er in den Ruhestand. Im Laufe seiner Karriere wirkte Kennedy an mehreren Alben seines Freundes Ahmad Jamal mit, darunter Listen to the Ahmad Jamal Quintet (1960), The Essence Part 2 (1995) und Ahmad Jamal a Paris (1996); außerdem spielte er mit weiteren Jazzmusikern, darunter mit seinem Cousin Benny Carter in dessen All Stars-Formation, außerdem mit George Shearing, Major Holley, Oliver Jackson, Toots Thielemans, Billy Taylor (Where’ve You Been, 1980), The Heath Brothers, Jon Faddis, John Lewis (Kansas City Breaks, 1982) und dem Modern Jazz Quartet. Er trat auf internationalen Jazzfestivals wie dem North Sea Jazz Festival und dem Monterey Jazz Festival auf. Auch schrieb er die sinfonische Komposition Sketches for Solo Violin, Jazz Trio, and Symphony Orchestra, die wiederholt aufgeführt wurde.
Kennedy war auch Gegenstand des BBC-Dokumentarfilms Fiddlers Three und erhielt zahlreiche Ehrungen, darunter den Lifetime Achievement Award des Theresa-Pollak-Preises for Excellence in the Arts (1999) und den Mid-Atlantic Arts Foundation’s Living Legacy Jazz Award (2001).

## Diskographische Hinweise
- Strings By Candlelight (1962) mit Hank Jones, Kenny Burrell, Milt Hinton
- Accentuate the Positive (1962), mit Toots Thielemans
- Magnifique! (Black and Blue, 1980) mit Hank Jones, Major Holley, Oliver Jackson.[1]